# Gura Văii, Ialomița
Gura Văii este un sat în comuna Sudiți din județul Ialomița, Muntenia, România.